# Кемече
 Кемече (мађ. Kemecse) је град у жупанији Саболч-Сатмар-Берег, у региону Северне Велике равнице у источној Мађарској.

## Географија
Покрива површину од 6.042 km2 (2.333 sq mi) и има популацију од 4.815 становника (2015).

## Историја
Име Кемече се први пут помиње у Варадском регистру 1222. године, када се помиње мештанин по имену Фаркаш. Његово име је тада написано као Кемеша. Године 1290. пошто је Фаркаш од Кемечеа умро без сина, Ладислав IV га је поклонио Ивану и Палку од Нађшемјена, Михаљевим синовима, који су припадали породици Балог-Шемјен.
Насеље, које је до тада имало статус великог села, постало је град од 1. јула 2005. године. Од 2013. године град је центар округа Кемече.

## Становништво
Године 1870. село је већ имало 2.202 становника, а 1910. године у насељу је избројано 3.353 становника. Године 2001. 98% становништва насеља се изјаснило као Мађари, 2% Роми.
Током пописа из 2011. године, 85,8% становника се изјаснило као Мађари, 10% као Роми, а 0,2% као Румуни (14,2% се није изјаснило. Због двојног идентитета, укупан број може бити већи од 100%). Верска дистрибуција је била следећа: римокатолици 21,9%, реформатори 35,5%, гркокатолици 5,7%, лутерани 0,8%, неденоминациони 6,9% (28,6% није одговорило).